# 필리프 레오타르
필리프 레오타르(프랑스어: Philippe Léotard, 1940년 8월 28일 ~ 2001년 8월 25일)는 프랑스의 배우, 시인, 가수이다.  제8회 세자르상에서 남우주연상을 수상했다.

## 출연 작품
- 부부의 거처 (1970)
- 막스와 고철장수 (1971)
- 두 명의 영국 여인과 유럽 대륙 (1971)
- 나처럼 예쁜 여자 (1972)
- Avoir vingt ans dans les Aurès (1972)
- 카무라스카 (1973, Kamouraska)
- 자칼의 날 (1973)
- 벌어진 입 (1974, La Gueule ouverte)
- Le Milieu du monde (1974)
- 프렌치 커넥션 2 (1975)
- Le Juge Fayard dit « le Shériff » (1977)
- L'Ombre des châteaux (1977)
- 7일간의 외출 (1980, Une semaine de vacances)
- 암살자 (1982, Le Choc)
- La Balance (1983)
- 꼭두각시여, 안녕 (1983, Tchao Pantin)
- La Pirate (1984)
- 가르델의 망명 (1985)
- Si le soleil ne revenait pas (1987)
- 아녜스 V에 의한 제인 (1988, Jane B. par Agnès V.)
- 남쪽 (1988, Sur)
- L'Œuvre au noir (1988)
- 스낵바 부다페스트 (1988, Snack Bar Budapest)
- 엘리사 (1995, Élisa)
- 레 미제라블 (1995)